# Maze Runner: The Death Cure
Maze Runner: The Death Cure is een Amerikaanse sciencefictionfilm uit 2018 onder regie van Wes Ball. De film is gebaseerd op het gelijknamige boek uit 2011 van James Dashner.

## Verhaal
Thomas is ontsnapt uit het labyrint, overleefde de schroeiproeven (Scorch Trials) en moet nu een laatste test ondergaan. Wat WICKED niet weet is dat zijn herinneringen verder teruggaan dan de organisatie vermoedt. Hij moet nu een allerlaatste test ondergaan maar zal ook alles ondernemen om zijn vrienden terug te vinden. Thomas en zijn vrienden moeten een remedie voor de ziekte, bekend als de Vuring vinden. Vriendschap en loyaliteit komen onder druk te staan tijdens het gevecht tegen WICKED, waardoor ook bepaald wordt wie overleeft tot het einde.

## Rolverdeling
| Acteur             | Personage |
| ------------------ | --------- |
| Dylan O'Brien      | Thomas    |
| Kaya Scodelario    | Teresa    |
| Thomas Sangster    | Newt      |
| Dexter Darden      | Frypan    |
| Rosa Salazar       | Brenda    |
| Will Poulter       | Gally     |
| Giancarlo Esposito | Jorge     |
| Ki Hong Lee        | Minho     |
| Aidan Gillen       | Janson    |
| Patricia Clarkson  | Ava Paige |
| Barry Pepper       | Vince     |
| Walton Goggins     | Lawrence  |
| Jacob Lofland      | Aris      |
| Nathalie Emmanuel  | Harriet   |
| Katherine McNamara | Sonya     |
| Dylan Smith        | Jasper    |

## Ontvangst
Maze Runner: The Death Cure werd uitgebracht op 11 januari 2018 en werd door het publiek gemengd ontvangen. Op Rotten Tomatoes heeft de film een score van 42% op basis van 172 beoordelingen. Metacritic komt op een score van 50/100, gebaseerd op 38 beoordelingen.